# 나도 (후토스)
나도는 후토스에 등장하는 막내이며, 모야의 동생이다. 성우는 전숙경이다.

## 대표 멘트
"나도, 나도" 등